# Supercoupe de Belgique de football 1981
La Supercoupe de Belgique 1981 est un match de football qui a été joué le 12 août 1981, entre le vainqueur du championnat de division 1 belge 1980-1981, le RSC Anderlecht et le vainqueur de la coupe de Belgique 1980-1981, le Standard de Liège.
Le Standard de Liège remporte le match après la séance de tirs au but, et décroche sa première Supercoupe.

## Feuille de match
| 12 août 1981 | RSC Anderlecht  | 0-0   | Standard de Liège | stade du Heysel |
|              |                 | (0-0) |                   |                 |
|              | Tirs au but 1-3 |       |                   |                 |